# Polifagizm

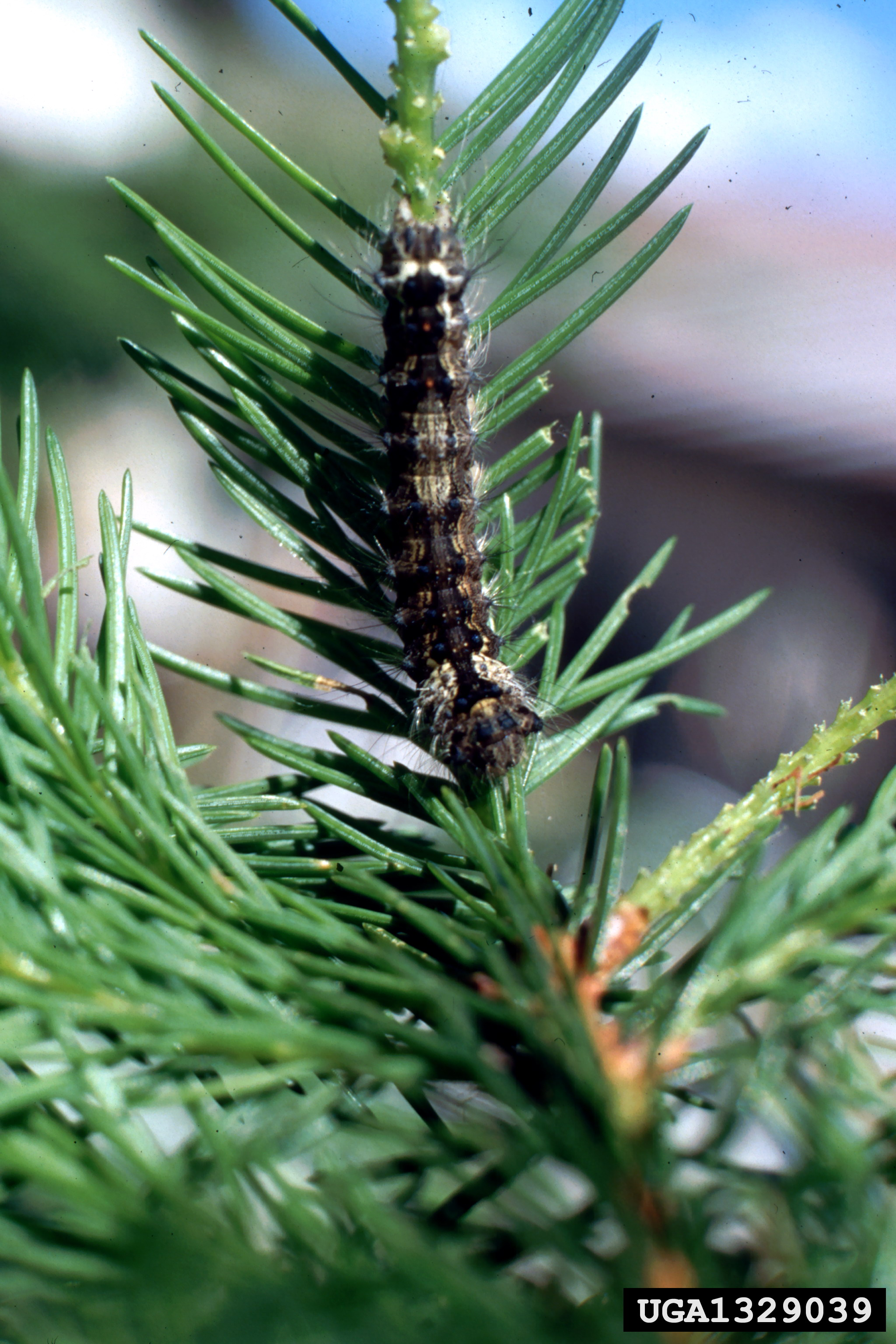
Brudnica mniszka jest polifagiem – jej gąsienice żerują na wielu gatunkach drzew

Polifagizm (gr. πολύ – wiele, φαΐ – jedzenie), wielożerność – brak specjalizacji pokarmowej, wykorzystywanie jako pokarmu różnych gatunków organizmów. Polifagi (łac. polyphaga, pleophaga), nazywane też organizmami wielożernymi, nie wykazują wybiórczości pokarmowej. Przykładami polifagów są człowiek i dzik.
Organizmy o dużym zakresie tolerancji w odniesieniu do pobieranych pokarmów nazywane są euryfagami (euryphaga).